# Imma priozona
Imma priozona är en fjärilsart som beskrevs av Edward Meyrick 1906. Imma priozona ingår i släktet Imma och familjen Immidae. Inga underarter finns listade i Catalogue of Life.